# 田家 (新潟市)
田家（たい）は、新潟県新潟市秋葉区の町字。現行行政地名は田家一丁目から田家三丁目と大字田家。住居表示は一丁目から三丁目が実施済み区域、大字が未実施区域。郵便番号は956-0836。

## 概要
1889年（明治22年）から現在の大字。及び1968年（昭和43年）から現在の町名。阿賀野川と信濃川に挟まれた新津丘陵北部に位置する。
もとは江戸時代から1889年（明治22年）まであった田家村の区域の一部で、地名の由来は開拓民が作った出小屋にちなむ。

### 隣接する町字
北から東回り順に、以下の町字と隣接する。
- 中沢町
- 秋葉
- 草水町
- 小口
- 東島
- 程島
- 新津緑町
- 吉岡町

## 歴史
丘陵の東麓に平安時代の窯跡があり、南東端の能代川に「天文2年の創設」という一之堰がある他、1718年（享保3年）の記録に村名が残る。
慶長年間から南東の山間に石油が涌出して採油され、享保年間頃から北西の丘陵地で茶の栽培が行われた。
明治20年代から丘陵山間地で石油採掘が盛んとなり、能代川沿岸に製油所が林立して新津油田の中心となったが、昭和初期に衰えた。また、石油業の盛行とともに茶業は衰退した。

### 分立した町字
1889年（明治22年）以後に、以下の町字が分立。
中沢町（なかざわちょう）
1968年（昭和43年）に分立した町字。
秋葉（あきは）
1968年（昭和43年）に分立した町字。
滝谷町（たきやちょう）
1957年（昭和32年）に分立した町字。
草水町（くそうずちょう）
1957年（昭和32年）に分立した町字。
吉岡町（よしおかちょう）
1970年（昭和45年）に分立した町字。
新津緑町（にいつみどりまち）
1975年（昭和50年）に分立した町字。

### 年表
- 1889年（明治22年）4月1日 : 合併により新津町の大字となる。
- 1951年（昭和26年）1月1日 : 新津町が市制を施行し、新津市の大字となる。
- 2005年（平成17年）3月21日 : 合併により新潟市の大字となる。
- 2007年（平成19年）4月1日 : 新潟市の政令指定都市移行により、秋葉区の大字となる。

## 世帯数と人口
2018年（平成30年）1月31日現在の世帯数と人口は以下の通りである。
| 丁目       | 世帯数  | 人口    |
| ---------- | ------- | ------- |
| 田家一丁目 | 207世帯 | 517人   |
| 田家二丁目 | 264世帯 | 606人   |
| 田家三丁目 | 144世帯 | 328人   |
| 計         | 615世帯 | 1,451人 |

## 小・中学校の学区
市立小・中学校に通う場合、学区は以下の通りとなる。
| 大字・丁目 | 番地                                | 小学校                 | 中学校                 |
| ---------- | ----------------------------------- | ---------------------- | ---------------------- |
| 田家       | 2354番地1 7796番地 7842番地         | 新潟市立新津第一小学校 | 新潟市立新津第一中学校 |
| 田家一丁目 | 全域                                | 新潟市立新津第一小学校 | 新潟市立新津第一中学校 |
| 田家二丁目 | 1番2号～17番31号 17番36号～22番15号 | 新潟市立新津第一小学校 | 新潟市立新津第一中学校 |
| 田家二丁目 | 17番32号                            | 新潟市立金津小学校     | 新潟市立金津中学校     |
| 田家三丁目 | 全域                                | 新潟市立新津第一小学校 | 新潟市立新津第一中学校 |

## 主な企業・施設
- 新津田家郵便局
- 新津カントリークラブ

## 交通
- 新潟県道320号新津小須戸線